# Bathylagichthys
Bathylagichthys is een geslacht van straalvinnige vissen uit de familie van kleinbekken (Bathylagidae).

## Soorten
- Bathylagichthys australis Kobyliansky, 1990
- Bathylagichthys greyae (Cohen, 1958)
- Bathylagichthys kobylianskyi Gon & Stewart, 2014
- Bathylagichthys longipinnis (Kobyliansky, 1985)
- Bathylagichthys parini Kobyliansky, 1990
- Bathylagichthys problematicus (Lloris & Rucabado, 1985)